# Атилио Ферарис
Атилио Ферарис (на италиански: Attilio Ferraris) е бивш италиански футболист, полузащитник.

## Кариера
Ферарис играе 10 сезона (254 мача, 2 гола) в Серия А, за Рома, Лацио и Бари.
С италианския национален отбор, Ферарис печели бронзовия медал на олимпийските игри през 1928 г. и е част от отбора на световното първенство от 1934 г., като е избран в отбора на турнира All-Star за неговата игра.
Умира по време на мач на звездите на 43-годишна възраст.

## Отличия

### Международни
Италия
- Олимпийски бронзов медал: 1928
- Световно първенство по футбол: 1934

### Индивидуални
- Световно първенство по футбол отбор на турнира: 1934[1]
- Зала на славата на АС Рома: 2014[2]